# Kaneelroos
De kaneelroos (Rosa majalis, synoniem: Rosa cinnamomea) is een roos die in het wild voorkomt van Noord-Europa en Oost-Europa tot aan Centraal-Siberië. In Nederland is de soort onder andere ingeburgerd in de duinstreek. De kaneelroos staat op de Nederlandse Rode lijst van planten als zeldzaam en  stabiel of toegenomen. De soort komt van nature voor in Europa en Zuidwest-Azië. Het aantal chromosomen is van de in het wild voorkomende kaneelroos 2n = 14. Bij de gekweekte vormen komen ook 2n = 28 en 2n = 56 chromosomen voor.
De in kolonies voorkomende struik kan 0,5-1,5 m hoog worden en vormt veel wortelopslag. De glanzend kaneelkleurige, niet met klieren bezette takken hebben zowel haakvormige, rechte als borstelvormige stekels. De kleur verandert bij het ouder van de tak naar grijsbruin. De stekels op de jonge takken zijn dun en licht gebogen, hebben een smalle basis en komen vaak in paren onder de bladstelen voor. Op de oudere takken zitten de rechte, naaldvormige stekels en de borstels. De bladeren zijn oneven geveerd met vijf of zeven blaadjes. In de herfst kleuren de bladeren rood. De ongeveer 3 cm lange en 1,7 cm brede blaadjes zijn elliptisch met een afgeronde, iets wigvormige of afgeronde voet en hebben een spitse of afgeronde top. De bladrand is enkelvoudig gezaagd. De blauwgroene bovenzijde van de blaadjes is onbehaard tot licht aanliggend behaard en de grijsgroene onderzijde sterk tot viltig behaard. De bladsteel en bladspil zijn dicht behaard. De steunblaadjes aan de bloeiende takken zijn breed, behaard en hebben afstaande oortjes.
De kaneelroos bloeit in mei en juni met meestal geurende, alleenstaande, donkerroze tot rode, enkel of half-gevulde bloemen. Soms zitten de bloemen met twee of drie bij elkaar. De gekweekte vorm heeft vaak gevulde of halfgevulde bloemen. De niet met klieren bezette bloemsteel is 1-1,5 cm lang en wordt bijna geheel door de schutbladen omgeven. De gaafrandige, behaarde kelkbladen zijn iets langer dan de kroonbladen en hebben geen of zeer weinig klieren. Na de bloei staan de kelkbladen rechtop. Ze blijven tot na de rijping van de rozenbottels zitten. De wollig behaarde stijlen staan vrij.
De rozenbottel is een vlezige bloembodem met daarin de nootjesachtige vruchten. De ronde, rode, niet met klieren bezette rozenbottel is 1  cm lang en 1 cm breed. Het stijlkanaal is groter dan 2 mm.

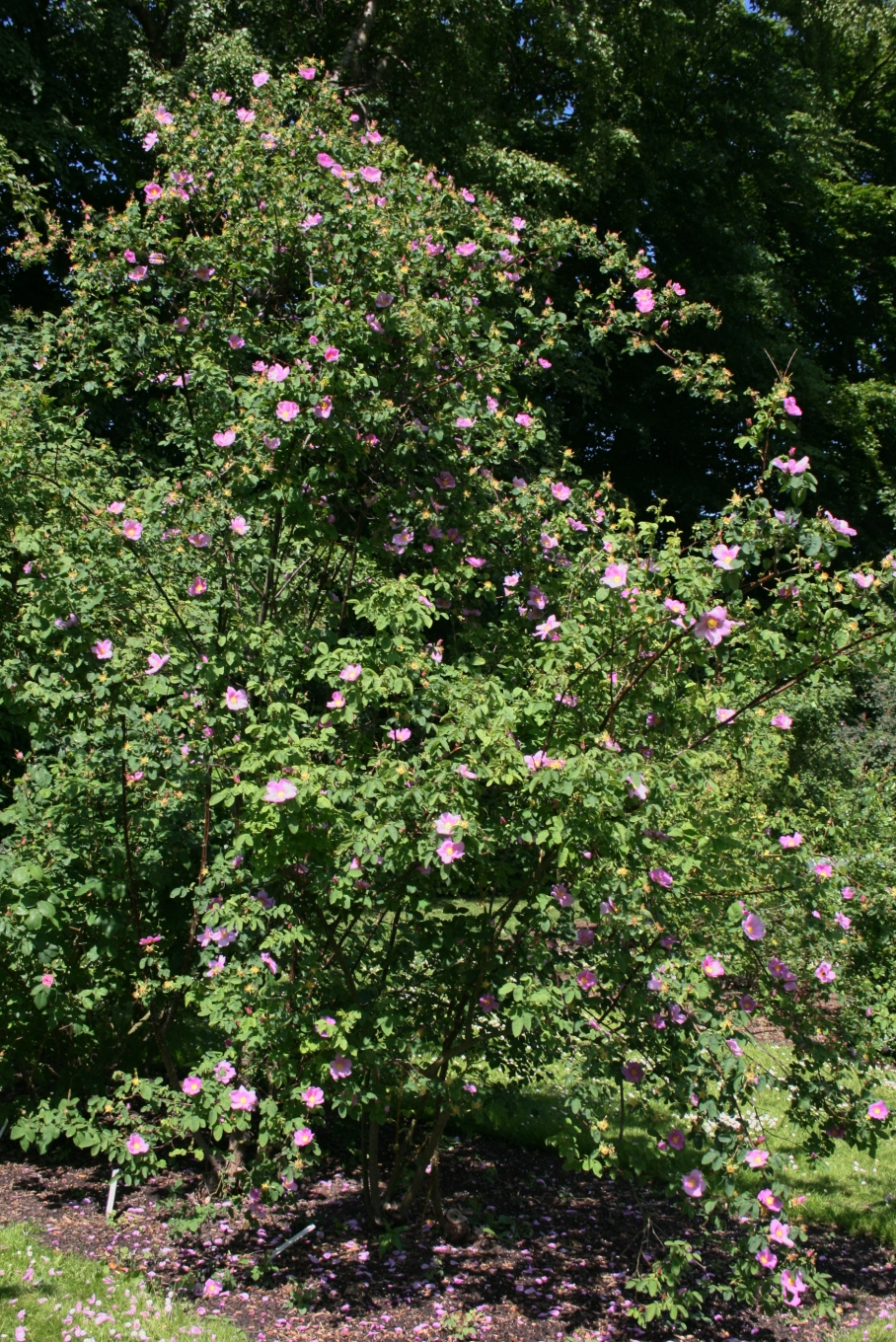
Struik
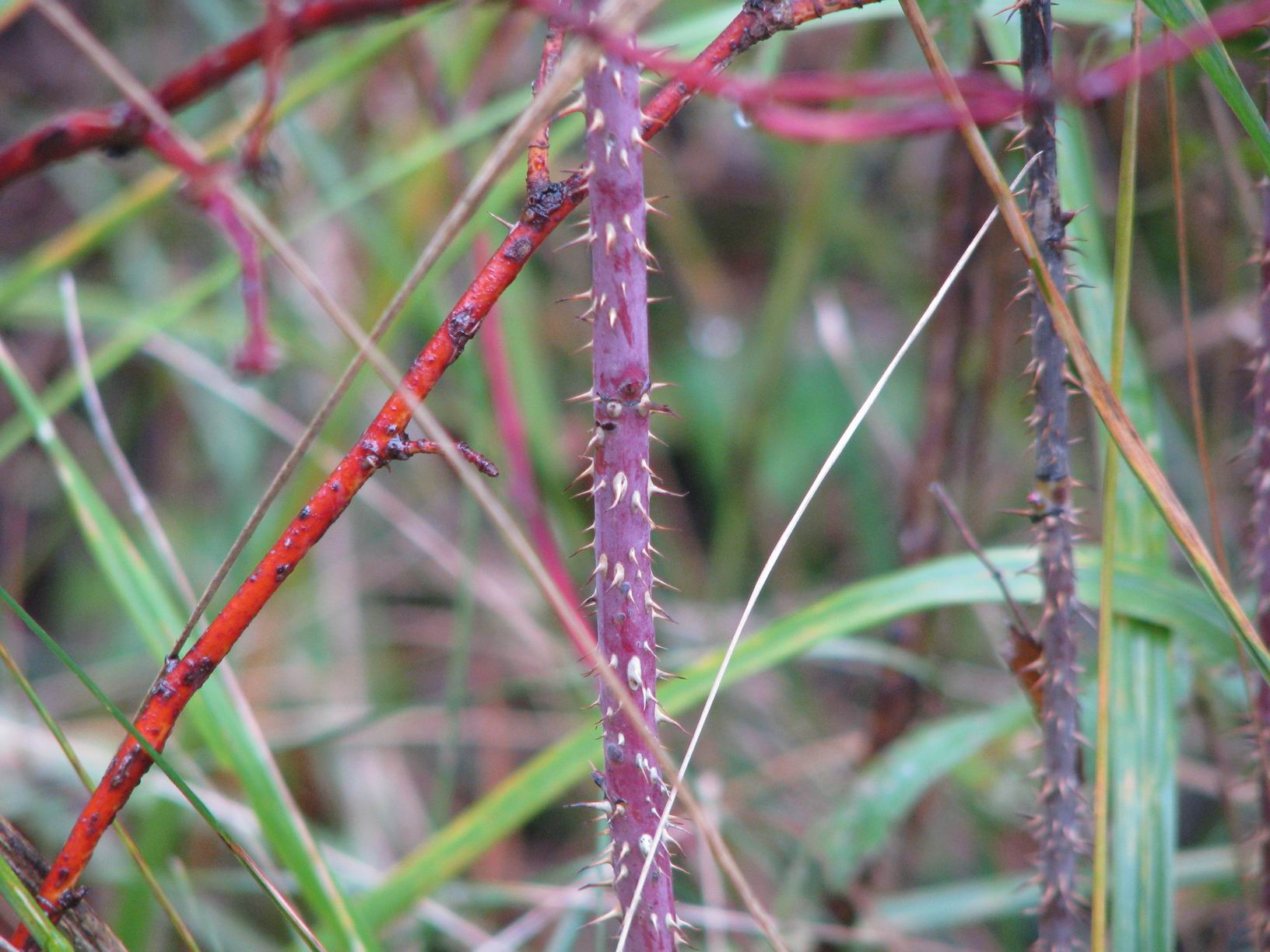
Stekels
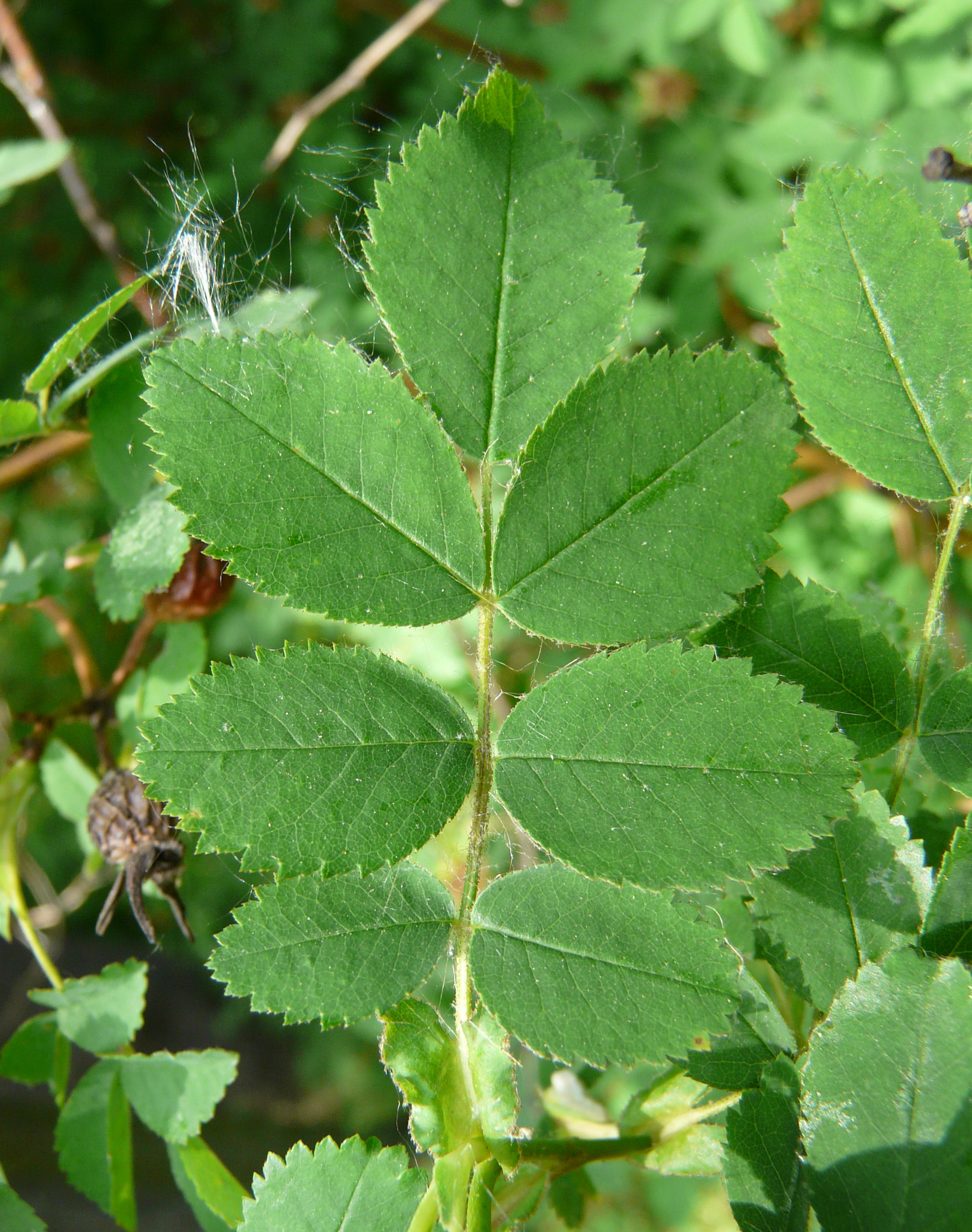
Voorkant blad
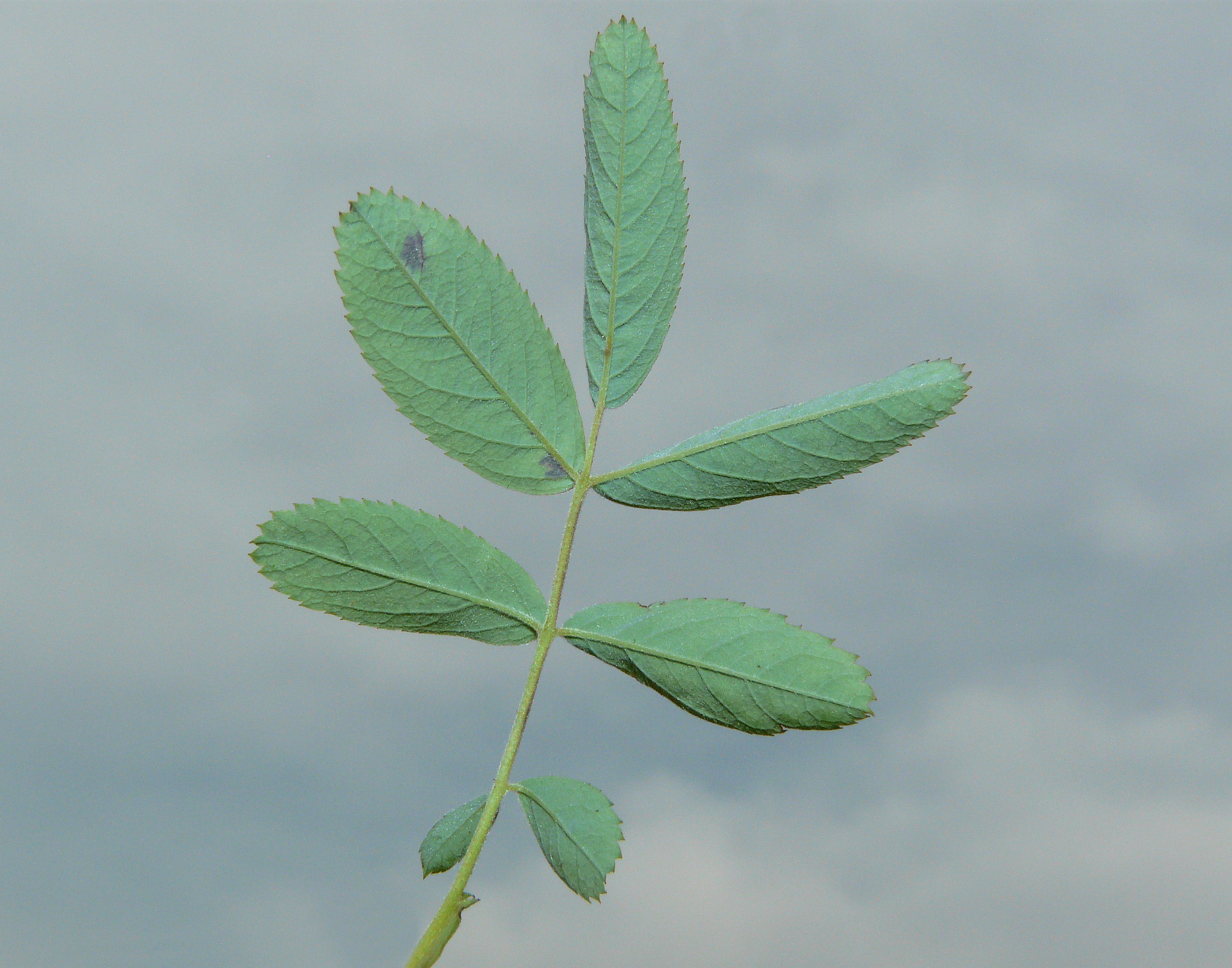
Achterkant blad
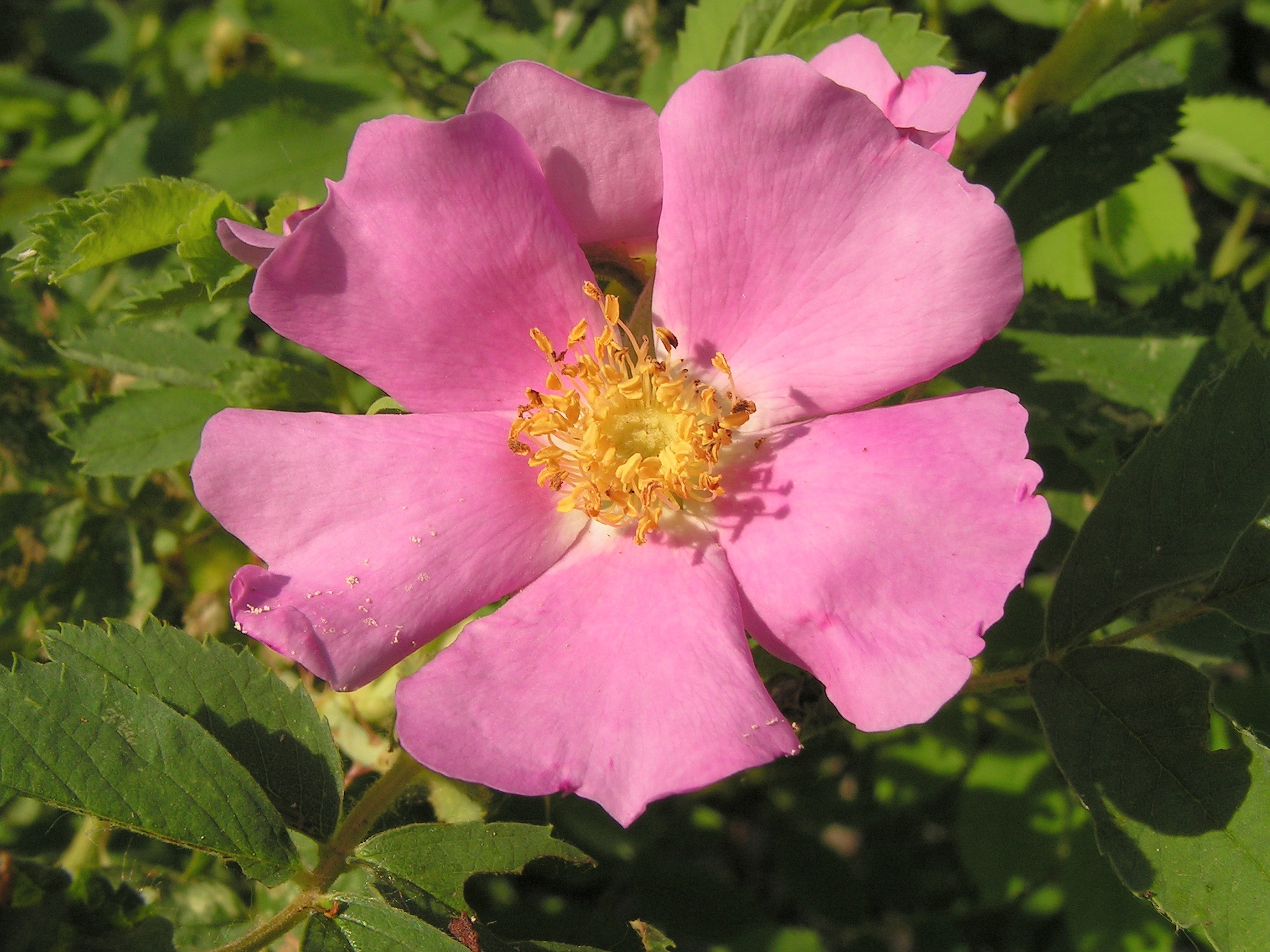
Bloem
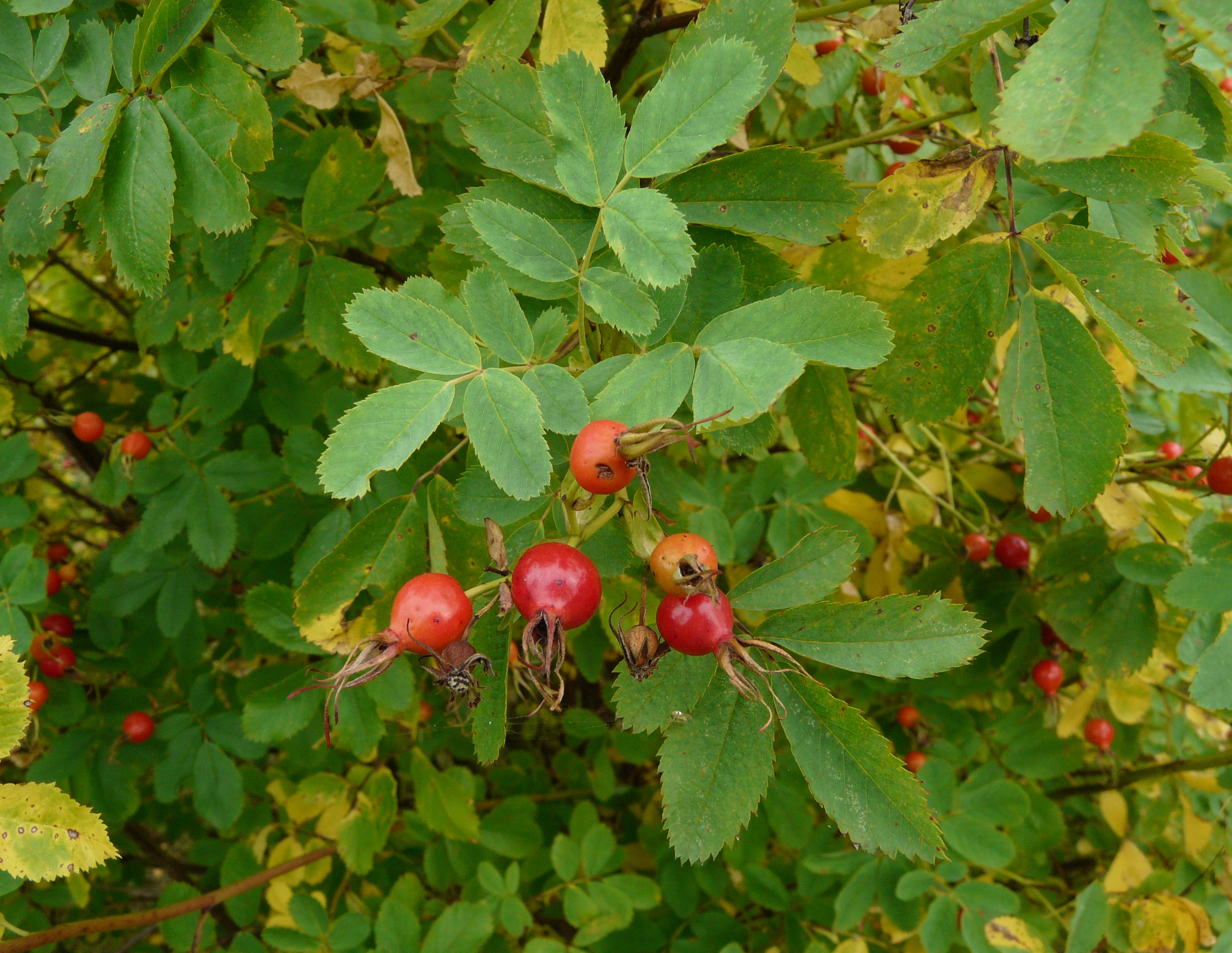
Rozenbottels
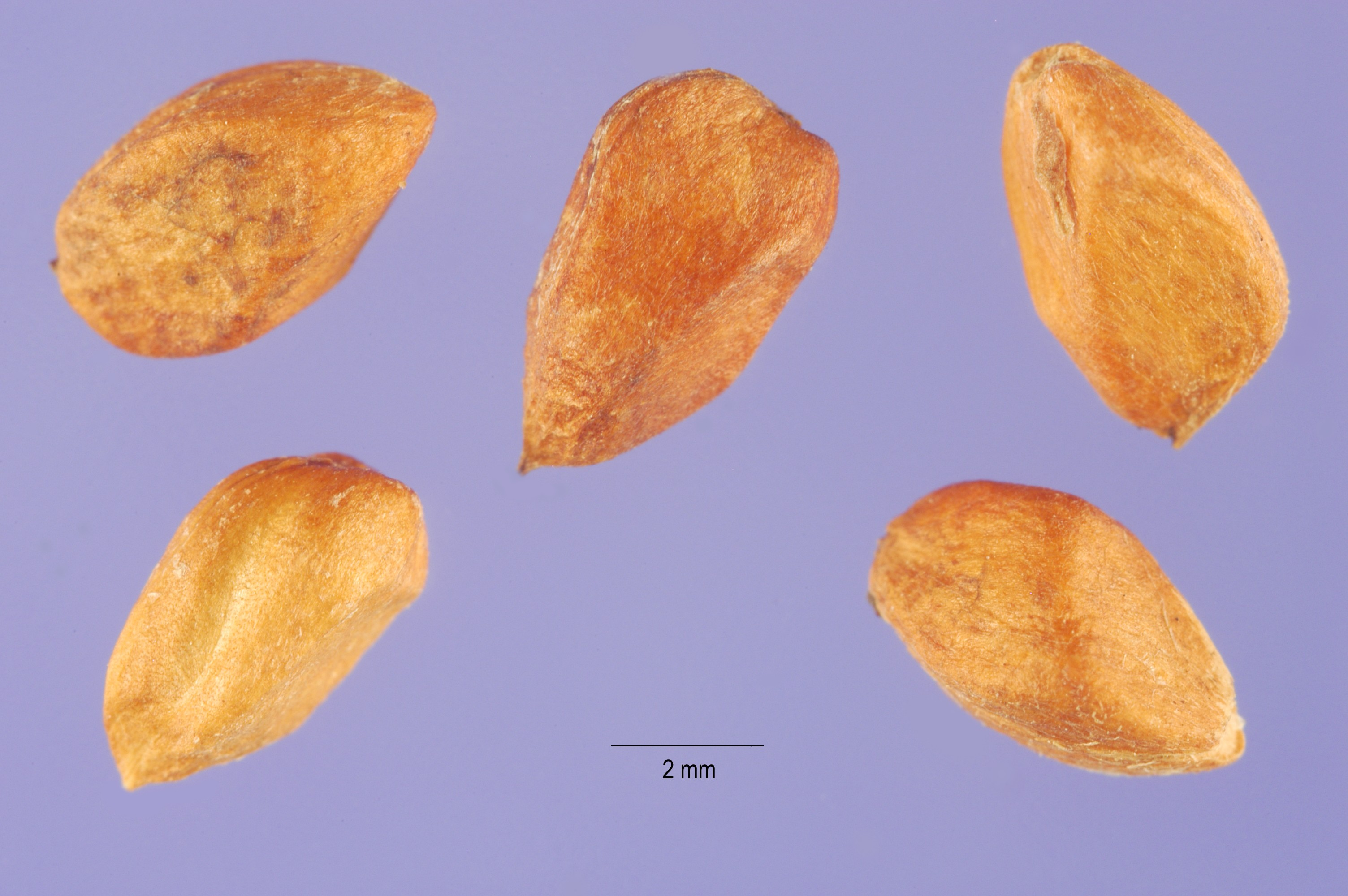
Nootjesachtige zaden

## Verspreiding
De kaneelroos komt in het westen van zijn verspreidingsgebied voor in Fennoscandinavië, de Baltische staten en Oost-Polen en loopt vervolgens in een brede band tot aan Centraal-Siberië. In West-Europa en Noord-Amerika is de soort ingeburgerd.